# Mainà religiós

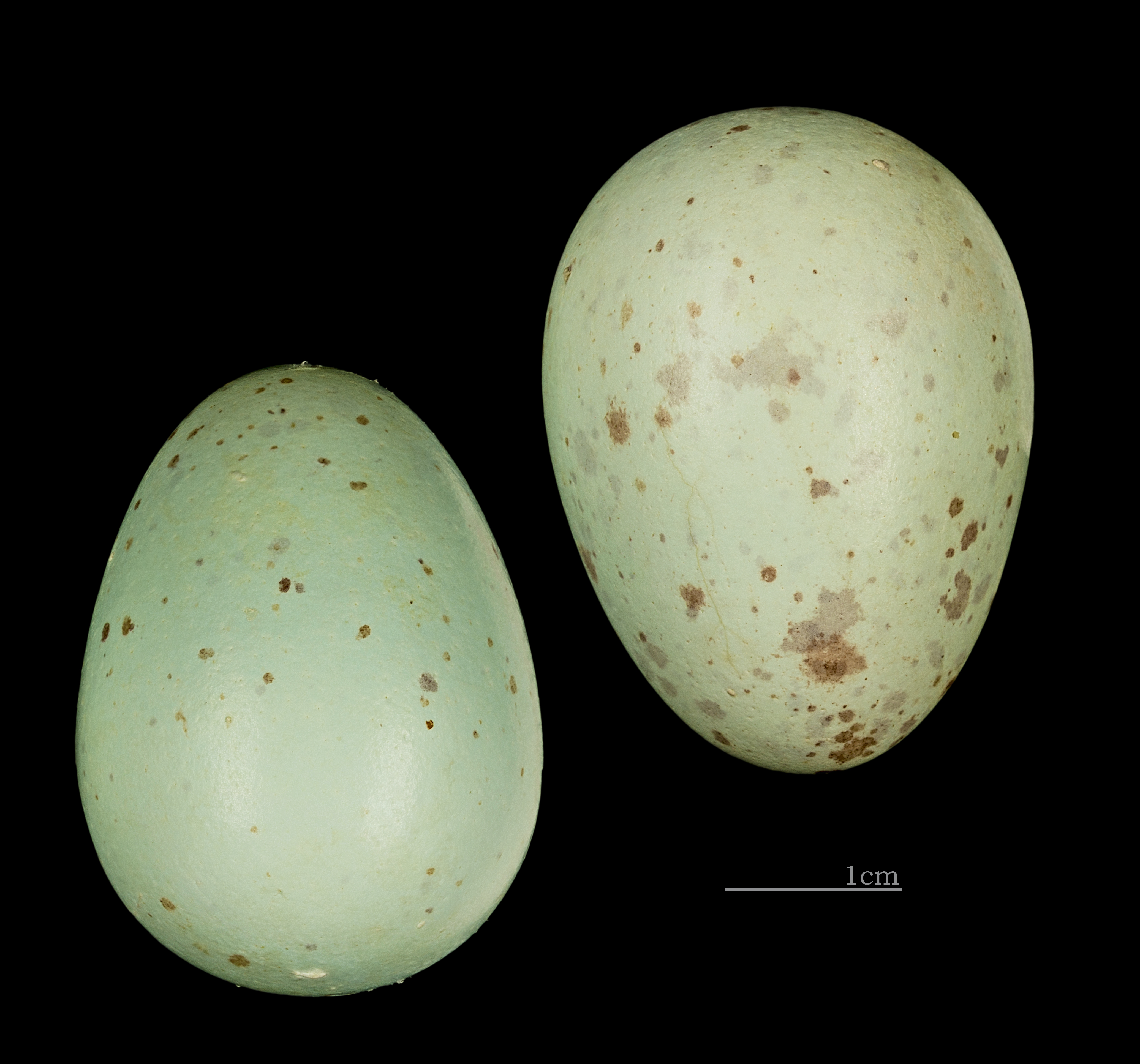
Gracula religiosa

El mainà religiós (Gracula religiosa) és una espècie d'au de la família dels estúrnids (Sturnidae) En llibertat habita les selves de l'Índia, Indoxina, el sud de la Xina i Sumatra. El seus hàbitats són els manglars, les plantacions i els boscos tropicals i subtropicals de frondoses humits de les terres baixes, bé com els de l'estatge montà. El seu estat de conservació es considera de risc mínim.
És capaç d'imitar perfectament la veu humana. Igual com passa amb certes espècies de cotorres el mainà religiós ha esdevingut una au gens rara com a ocell de gàbia.

## Subespècies
- G. r. andamanensis Beavan 1867

- G. r. batuensis
- G. r. halibrecta Oberholser 1926
- G. r. intermedia
- G. r. palawanensis
- G. r. peninsularis
- G. r. religiosa
- G. r. venerata

## Taxonomia
El tàxon G. r. venerata, anomenat en català mainà venerat, a la llista mundial d'ocells del Congrés Ornitològic Internacional (versió 12.2, juliol 2020), és considerat una subespècie del mainà religiós (Gracula religiosa venerata). Tanmateix, en el Handook of the Birds of the World i a la quarta versió de la BirdLife International Checklist of the birds of the world (Desembre 2019) se'l classifica en la categoria d'espècie (Gracula venerata).
Així mateix, el Mainà d'Enggano, considerat una espècie apart pel COI (Gracula enganensis), és considerat com una altra subespècie del mainà religiós pel HBW/BI (Gracula religiosa enganensis)